# IV liga słowacka w piłce nożnej mężczyzn
III liga słowacka (słow. III. liga) jest czwartą w hierarchii klasą rozgrywkową w piłce nożnej na Słowacji. Zmagania w jej ramach toczą się systemem kołowym w 4 grupach – bratysławskiej, zachodniej, środkowej i wschodniej (przeprowadzanych odpowiednio przez regionalne związki piłkarskie – bratysławski, zachodniosłowacki, środkowosłowacki i wschodniosłowacki), liczących po 16 drużyn. Mistrzowie grup awansują do II ligi, ostatnie drużyny (w zależności od liczby drużyn spadających i awansujących z sąsiednich w hierarchii klas rozgrywkowych) spadają do IV ligi.

## Grupa bratysławska
W grupie bratysławskiej rywalizuje ze sobą 16 drużyn z kraju bratysławskiego. Drużyny relegowane z niej występują w kolejnym sezonie w odpowiedniej terytorialnie, jednej z 2 grup IV. ligi Bratysławskiego ZPN.

## Grupa zachodnia
W grupie zachodniej rywalizuje ze sobą 16 drużyn z krajów: nitrzańskiego, trenczyńskiego i trnawskiego. Drużyny relegowane z niej występują w kolejnym sezonie w odpowiedniej terytorialnie, jednej z 2 grup IV. ligi Zachodniosłowackiego ZPN.

## Grupa środkowa
W grupie środkowej rywalizuje ze sobą 16 drużyn z krajów: bańskobystrzyckiego i żylińskiego. Drużyny relegowane z niej występują w kolejnym sezonie w odpowiedniej terytorialnie, jednej z 2 grup IV. ligi Środkowosłowackiego ZPN.

## Grupa wschodnia
W grupie wschodniej rywalizuje ze sobą 16 drużyn z krajów: koszyckiego i preszowskiego. Drużyny relegowane z niej występują w kolejnym sezonie w odpowiedniej terytorialnie, jednej z 2 grup IV. ligi Wschodniosłowackiego ZPN.